# Херсонська районна державна адміністрація
Херсонська районна державна адміністрація Херсонської області — місцева державна адміністрація Херсонської області.
У зв'язку з широкомасштабним вторгненням Росії 24 лютого 2022 року набула статусу військової адміністрації.

## Керівництво
- Голова РДА — Линецький Михайло Валерійович
- Заступник голови РДА — Жадан Михайло Анатолійович
- Керівник апарату РДА — Крулицька Тетяна Вікторівна

## Структурні підрозділи ХРДА
1. Апарат районної державної адміністрації
2. Відділ організаційної роботи, діловодства, розгляду звернень громадян та контролю
3. Відділ з питань управління персоналом
4. Управління соціальної політики
5. Відділ фінансів
6. Управління фінансово-господарського забезпечення
7. Управління економічного, агропромислового розвитку територій, інвестицій та житлово-комунального господарства
8. Управління гуманітарної політики
9. Відділ правового забезпечення
10. Служба у справах дітей
11. Управління інформаційних технологій та взаємодії з громадскістью
12. Архівний відділ
13. Відділ оборонної  та мобілізаційної роботи, цивільного захисту, взаємодії з правоохоронними органами
14. Відділ взаємодії з органами місцевого самоврядування та регіонального розвитку  (не юр.особа)
15. Патронатна служба голови
16. Відділ державного реєстру виборців

## Прийом громадян
```
 Прийом громадян проводиться за адресою: м. Херсон, просп. Ушакова, 47,Херсонська область, 73003.
(тимчасово не працює через часті обстріли у м. Херсоні)
```